# Gonocephalus doriae abbotti
Gonocephalus doriae abbotti là một phân loài thằn lằn thuộc họ Nhông. Phân loài này được Cochran mô tả khoa học đầu tiên năm 1922. Phân loài này có nguồn gốc từ Malaysia và Thái Lan.